# 1392.
◄ | 13. stoljeće | 14. stoljeće | 15. stoljeće | ►
◄ | 1360-ih | 1370-ih | 1380-ih | 1390-ih | 1400-ih | 1410-ih | 1420-ih | ►
◄◄ | ◄ | 1389. | 1390. | 1391. | 1392. | 1393. | 1394. | 1395. | ► | ►►
Arhitektura • Astronomija • Glazba • Knjige • Književnost • Kršćanstvo • Medicina • Pravo • Promet • Slikarstvo • Znanost

## Rođenja
- 18. prosinca – Ivan VIII. Paleolog, bizantski car  († 1448.)

## Vanjske poveznice
|  | Zajednički poslužitelj ima još gradiva o temi 1392. |